# Короткие истории (фильм, 2002)
«Короткие истории» (исп. Historias mínimas) — фильм режиссёра Карлоса Сорина. Снят в 2002 году в Аргентине. Завоевал 8 премий «Серебряный кондор», 3 награды кинофестиваля в Сан-Себастьяне, а также ещё 11 кнематографических призов.

## Сюжет
Случайные попутчики едут на автомобиле по южной Патагонии из своего провинциального городка в некий город Сан-Хулиан, каждый преследуя свои цели. Дон Хьюсто, бывший владелец небольшого магазина, с годами одряхлевший и полуослепший, ищет свою давно сбежавшую собаку. Кроме этого он хочет восстановить взаимоотношения с сыном, разрушенные многолетней ссорой. Коммивояжёр Роберто влюблён в жену одного из своих постоянных покупателей и едет к ней в тайной надежде покорить сердце женщины необычным тортом для её ребёнка. Мария Флорес с дочерью направляется на студию регионального телевидения для получения кухонного комбайна — главного приза в третьесортной телевикторине. В центре внимания картины — мелкие детали и подробности их путешествия.

## В ролях
- Хавьер Ламбардо — Роберто
- Антонио Бенедикти — Дон Хьюсто Бенедиктис
- Хавьера Браво — Мария Флорес
- Хулия Соломонофф — Хулия
- Лаура Вагнони — Эстела
- Энрико Онтранте — Карлос

## Награды
- 8 «Серебряных кондоров», в том числе за лучший фильм, лучшую режиссуру, лучшую работу оператора, лучшую работу художника-постановщика, лучший сценарий, лучшую музыку, лучшую работу звукооператора и лучший дебют актёра.
- Премия «Гойя» за лучший иностранный фильм на испанском языке, 2004 год.
- Гаванский кинофестиваль: две премии за работу режиссёра.
- Кинофестиваль в Сан-Себастьяне: Специальный приз жюри, специальный приз фестиваля и приз ФИПРЕССИ (все — режиссёру).

## Критика
- Би-би-си: «Контрастом эпических пейзажей Патагонии и сдержанными устремлениями своих героев Сорин выстроил привлекательный портрет этого отдаленного района, где телевидение выступает главным связующим звеном жителей с остальным миром. Убедительные действия непрофессиональных актёров в „Коротких историях“ является ещё одним доказательством разнообразия и силы современного аргентинского кино»[2].
- The New York Times"Почти каждый кадр этого скромного, но блестящего фильма режиссёра Карлоса Сорина по сценарию Пабло Соляжа, передаёт пустоту среды, в которой переплетаются три (истории)"[3].